# 法然寺 (橿原市)
少林院法然寺（ほうねんじ）は、奈良県橿原市の香久山（大和三山）の麓にある浄土宗の寺院。法然上人二十五霊場の第十番。御詠歌は「極楽へつとめて早く出でたたば身の終わりには参りつきなん」。

## 歴史
- 元久2年（1205年）3月、法然は高野山参詣からの帰途、聖徳太子が誕生したと言われている橘寺への巡拝のおりに庵に一夜の宿泊をした。庵主は法然に帰依し行者と成り、法然を開山とした。
- 明応8年（1499年）10月、知恩院の保誉は霊夢で「香久山や麓の寺はせまけれど 高きみのりを説きて弘めむ」との歌を法然から授かった。

## 寺宝
- 阿弥陀如来立像 - 鳥仏師作で「浮足の如来」と親しまれている。俊乗房重源の念持仏であった。

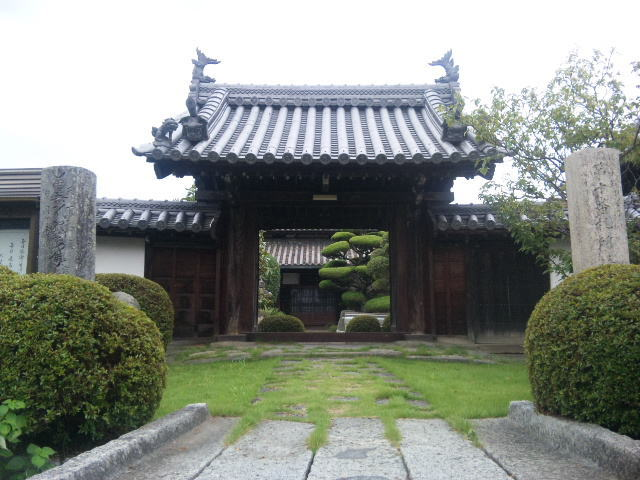
山門

- 法然上人像

## 交通
- 近鉄大阪線耳成駅を下車、南へ約2km